# FC Samtredia
El FC Samtredia (en georgiano: სკ სამტრედია) es un club de fútbol de Georgia con sede en Samtredia.

## Historia
El club fue fundado en el año 1936 y también ha sido nombrado Lokomotivi Samtredia, Sanavardo Samtredia, Juba Samtredia y Iberia Samtredia, en las últimas temporadas. Ha sido campeón de Liga en dos ocasiones, la primera durante la etapa soviética, militando en la Umaglesi Liga en más de 20 temporadas.
A nivel internacional ha participado en 2 torneos continentales, en donde nunca han podido superar una ronda.

## Palmarés
- Umaglesi Liga: 2

1972, 2016
- Pirveli Liga: 1

2009
- Soviet Second League: 2

1980, 1987

## Participación en competiciones de la UEFA
| Temporada | Torneo                | Ronda             | Club       | Casa | Visita | Global |
| --------- | --------------------- | ----------------- | ---------- | ---- | ------ | ------ |
| 1995–96   | UEFA Cup              | 1                 | FK Vardar  | 0–2  | 0–1    | 0–3    |
| 2016–17   | UEFA Europa League    | 1ª Clasificatoria | Gabala     | 2–1  | 1–5    | 3–6    |
| 2017–18   | UEFA Champions League | 2ª Clasificatoria | FK Qarabağ | 0–1  | 0–5    | 0–6    |
| 2018–19   | UEFA Europa League    | 1ª Clasificatoria | Tobol      | 0–1  | 0–2    | 0–3    |